# Közlekedési balesetek áldozatainak emlékműve (Budapest)
A közlekedési balesetek áldozatainak emlékműve Budapest III. kerületében, a Flórián téri parkban áll.

## Leírása
A legújabb kori, nem történelmi tárgyú emlékművet az Országos Rendőr-főkapitányság Országos Balesetmegelőzési Bizottsága (ORFK – OBB) a közlekedésbiztonságban érintett állami szervek és társadalmi szervezetek közreműködésével emelte, közadakozásból. 

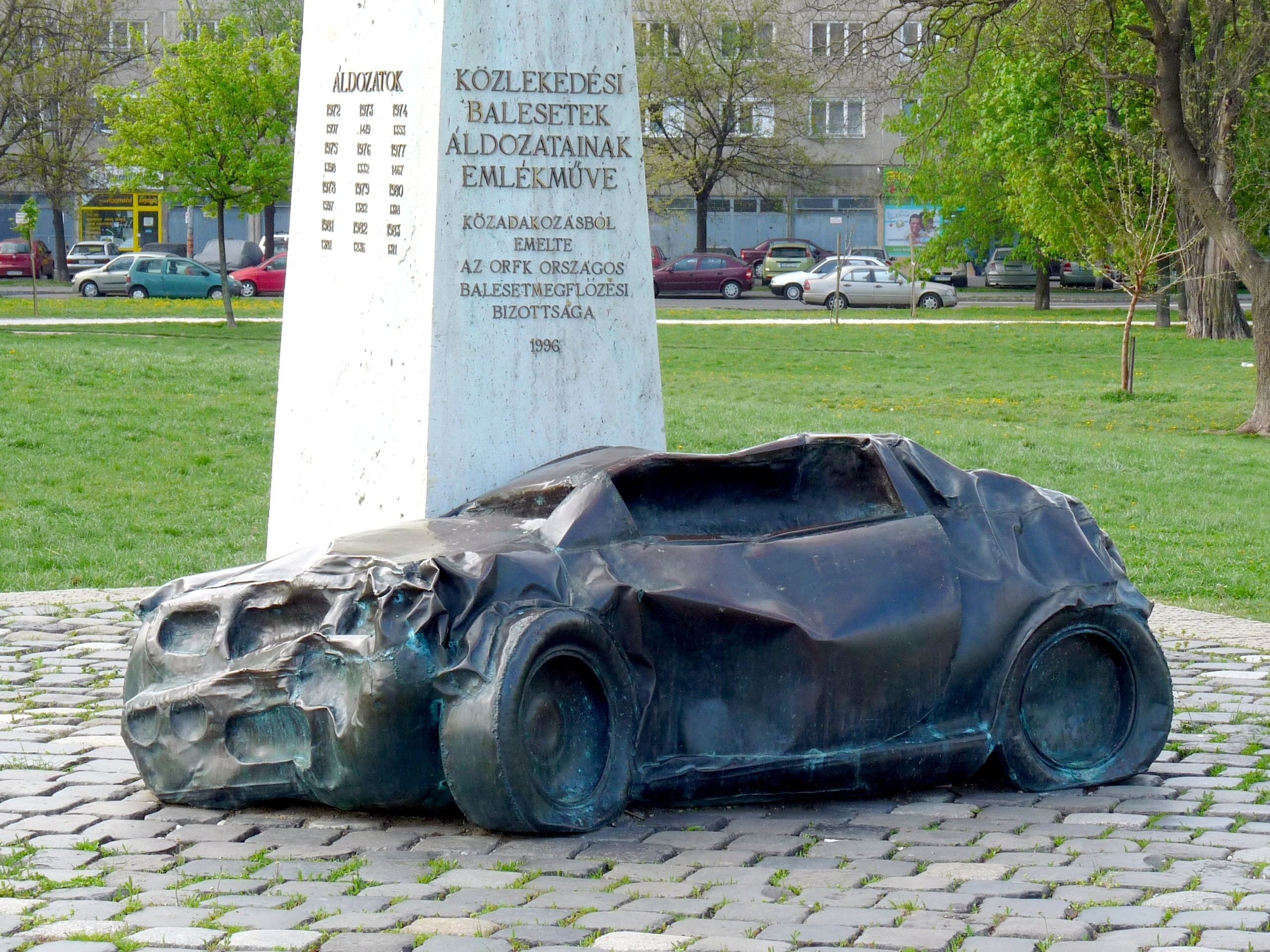
Az összetört gépjármű szobra

Az emlékmű tövében egy összetört személygépkocsi, felette a posztamensen pedig egy lebegő, bal karjában koszorút tartó, felemelt jobb mutatóujjával mementóként figyelmeztető angyal látható. Az alkotást Mihály Gábor szobrászművész készítette mészkő és rézlemez felhasználásával.
Felirata:
Az emlékművet Göncz Árpád köztársasági elnök avatta fel 1996. június 17-én. Az ORFK – OBB a halottak napja alkalmából minden évben koszorúzási ünnepséget tart, amikor is felkerül az emlékmű oldalára az előző évi halálos áldozatok száma.

## A közlekedési balesetben elhunytak száma
Az emlékműre felvitt adatok tanúsága szerint a közlekedési balesetben elhunytak száma a következőképpen alakult: 
| Év   | Áldozatok száma |
| ---- | --------------- |
| 1972 | 1507            |
| 1973 | 1419            |
| 1974 | 1353            |
| 1975 | 1398            |
| 1976 | 1332            |
| 1977 | 1467            |
| 1978 | 1597            |
| 1979 | 1382            |
| 1980 | 1318            |
| 1981 | 1281            |
| 1982 | 1236            |
| 1983 | 1311            |
| 1984 | 1331            |
| 1985 | 1436            |
| 1986 | 1340            |

| Év   | Áldozatok száma |
| ---- | --------------- |
| 1987 | 1321            |
| 1988 | 1419            |
| 1989 | 1817            |
| 1990 | 2066            |
| 1991 | 1847            |
| 1992 | 1840            |
| 1993 | 1647            |
| 1994 | 1367            |
| 1995 | 1589            |
| 1996 | 1370            |
| 1997 | 1391            |
| 1998 | 1371            |
| 1999 | 1306            |
| 2000 | 1200            |
| 2001 | 1238            |

| Év   | Áldozatok száma |
| ---- | --------------- |
| 2002 | 1429            |
| 2003 | 1326            |
| 2004 | 1296            |
| 2005 | 1278            |
| 2006 | 1303            |
| 2007 | 1232            |
| 2008 | 996             |
| 2009 | 822             |
| 2010 | 740             |
| 2011 | 638             |
| 2012 | 605             |
| 2013 | 591             |
| 2014 | 626             |
| 2015 | 644             |
| 2016 | 607             |

| Év   | Áldozatok száma |
| ---- | --------------- |
| 2017 | 625             |
| 2018 | 633             |
| 2019 | 602             |
| 2020 | 460             |
| 2021 | 544             |
| 2022 | 537             |
| 2023 |                 |
| 2024 |                 |
| 2025 |                 |
| 2026 |                 |
| 2027 |                 |
| 2028 |                 |
| 2029 |                 |
| 2030 |                 |
| 2031 |                 |